# Gabriël Bethlen

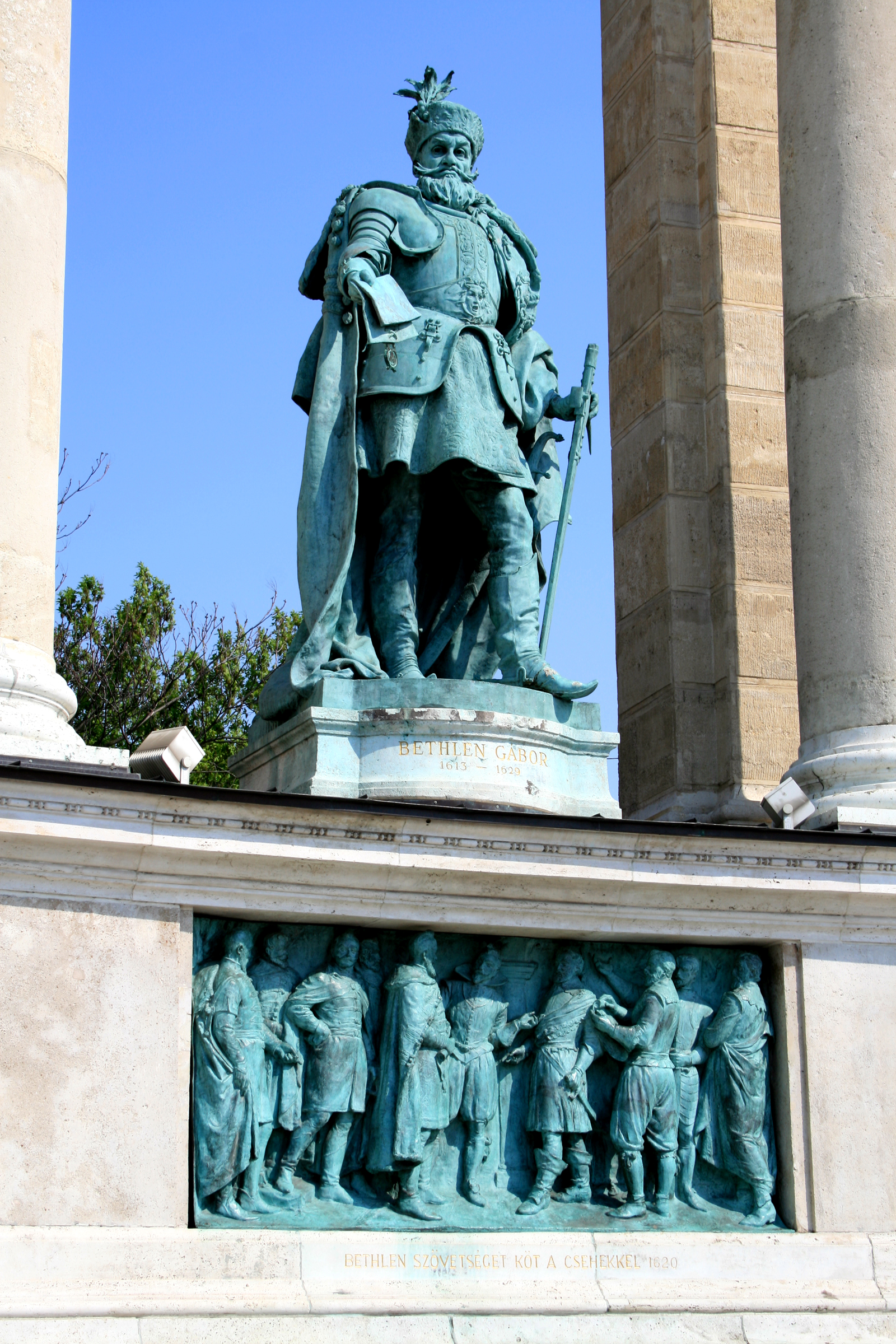
Standbeeld van Gabriël Bethlen, Heldenplein, Boedapest, Hongarije

Gabriël Bethlen (de Iktár) (Hongaars: Bethlen Gábor, Roemeens: Gabriel Bethlen, Duits: Gabriel Bethlen von Iktár); (Marosillye, °1580 - Gyulafehérvár, †15 november 1629), was vorst van Zevenburgen (1613-1629), hertog van Opole (1622-1625) en leider van een anti-Habsburgse opstand in het Habsburgse koninklijk Hongarije. Zijn laatste gewapende interventie was in 1626 in de Dertigjarige Oorlog. Hij leidde een actief pro-protestants buitenlandbeleid.

## Levensloop
Gabriël Bethlen was het meest befaamde lid van de Iktári-tak van het oude Hongaarse geslacht Bethlen. Hij werd geboren in Marosillye (hedendaags Ilia (Roemenië)) en werd opgeleid in Szárhegy (hedendaags Lăzarea (Roemenië)) aan het kasteel van zijn oom András Lázár. Vandaar werd hij naar het hof van de Transsylvaanse vorst Sigismund Báthory gestuurd, die hij vergezelde op zijn beroemde Walachse campagne. Vervolgens hielp hij István Bocskai om vorst van Transsylvanië te worden in 1605 en bleef hij zijn belangrijkste raadgever. Bethlen ondersteunde Gabriel Báthory, Bocskai's opvolger, (1608-1613); maar de vorst werd jaloers op de superieure kwaliteiten van Bethlen, die verplicht was om zijn toevlucht te nemen bij de Turken van het Ottomaanse Rijk.
In 1613 leidde Bethlen een groot leger tegen vorst Báthory, maar Báthory werd in hetzelfde jaar vermoord door twee van zijn officieren. Bethlen werd op de troon gezet door de Ottomanen, tot tegenzin van de Oostenrijkse Habsburgse keizer. Deze beoogde immers een vorst die meer aanleunde naar de kant van het Oostenrijkse Wenen. Op 13 oktober 1613 bevestigde de Zevenburgse Landdag bij Kolozsvár (Cluj-Napoca) de keuze van de Turkse sultan. In 1615 werd Bethlen ook officieel erkend door keizer Matthias als vorst van Transsylvanië; Bethlen beloofde in het geheim dat hij de Habsburgers zou helpen tegen de Ottomanen.
Terwijl hij de wreedheden en excessen van veel van zijn voorgangers vermeed, richtte Bethlen wel een unieke variant van patriarchaal autocratisme op, verrijkt met de ideeën van de verlichting. Hij ontwikkelde mijnen en industrie en nationaliseerde vele takken van Transsylvaniës buitenlandse handel. Zijn vertegenwoordigers kochten vele producten aan afgesproken prijzen en verkochten ze in het buitenland aan winstgevende prijzen, waarmee hij zijn inkomsten bijna verdubbelde. Hij bouwde voor zichzelf een groots nieuw paleis in zijn hoofdstad, Gyulafehérvár (hedendaags Alba Iulia), hield er weelderig hof, schreef hymnes en steunde kunst en kennis, vooral in verband met zijn geloof als calvinist. Hij stichtte een academie waarin hij iedere predikant van koninklijk Hongarije uitnodigde; stuurde studenten naar buitenlandse protestantse universiteiten van Engeland, de Lage Landen en de protestantse vorstendommen in Duitsland; verleende erfelijke adel aan alle protestantse predikanten; en gebood grootgrondbezitters om ervoor te zorgen dat de kinderen van hun lijfeigenen geschoold zouden worden.
Andere delen van zijn inkomsten wijdde hij aan het houden van een efficiënt permanent leger van huurlingen, waarmee hij een ambitieus buitenlandbeleid dirigeerde. Omdat hij vrede wou bewaren met de Verheven Porte, viel hij het noorden en het westen aan.
Er waren verschillende redenen voor zijn anti-Habsburgse opstanden in het aanliggende Koninkrijk Hongarije (1619-1626) die plaatsvonden tijdens Centraal-Europa's Dertigjarige Oorlog:
- Hij was gedeeltelijk gemotiveerd door persoonlijke ambitie.
- De Habsburgse autocratie in koninklijk Hongarije.
- De Habsburgers hadden een succesvolle Contrareformatie in koninklijk Hongarije die gronden van plaatselijke protestanten in beslag nam. Bethlen leek steeds bezorgd om de protestantse vrijheden.
- De Habsburgers hadden het Verdrag van Wenen van 1606 geschonden dat een einde had gebracht aan de anti-Habsburgse opstanden van Bethlens "voorganger" István Bocskai.
- De Habsburgers hadden de geheime overeenkomst met Bethlen van 1615 geschonden en verlengden de vrede met het Ottomaanse Rijk in juli 1615, en gingen zelf een bondgenootschap aan met George Druget, de kapitein van Boven-Hongarije (dat is het hedendaagse Slowakije en aangrenzende gebieden), tegen Bethlen.

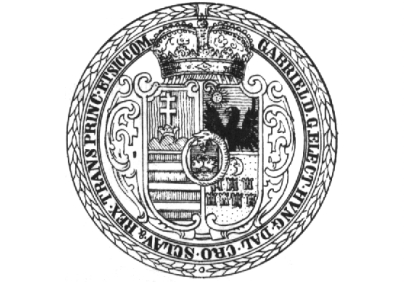
Gabriël Bethlen's zegel

Terwijl keizer Ferdinand II zich bezighield met de Boheemse opstanden van 1618, leidde Bethlen zijn troepen Koninklijk Hongarije binnen in augustus 1619 en bezette de stad Košice in september, waar zijn protestantse medestanders hem "hoofd" van Hongarije noemden en beschermer van de protestanten. Niet veel later overwon hij heel Boven-Hongarije (hedendaags Slowakije), waarbij zelfs de hoofdstad van koninklijk Hongarije Pozsony (Bratislava) in oktober werd overwonnen. De palatijn overhandigde hierna zelfs de Stefanskroon aan Bethlen. Bethlens troepen kwamen samen met de troepen van Tsjechische en Moravische landerijen (geleid door graaf Heinrich Matthias von Thurn), maar ze slaagden er niet in om Wenen te veroveren in november - Bethlen werd gedwongen uit Oostenrijk te vluchten nadat ze werden aangevallen door George Druget en Poolse huurlingen (Lisowczycy) in Boven-Hongarije. Hoewel hij het grootste deel van Koninklijk Hongarije had veroverd was Bethlen noch tegen vrede, noch tegen een tijdelijke opschorting van de vijandelijkheden en er werden onderhandelingen gestart in de veroverde steden Presburg, Kassa en Besztercebánya (Banská Bystrica). In eerste instantie leidden ze tot niets omdat Bethlen aangedrongen had om de Tsjechen ook in de vredesgesprekken te betrekken, maar uiteindelijk werd er een wapenstilstand gesloten in januari 1620, en Bethlen ontving 13 graafschappen in het oosten van koninklijk Hongarije. Op 20 augustus 1620 verkozen de landerijen hem tot Koning van Hongarije in het Rijksdag van Besztercebánya, met toestemming van de Ottomanen, maar Bethlen weigerde de kroon omdat hij verzoening zocht met de Habsburgers en Hongarije wou herenigen. Maar de oorlog bleef in september duren in Koninklijk Hongarije en Neder-Oostenrijk.

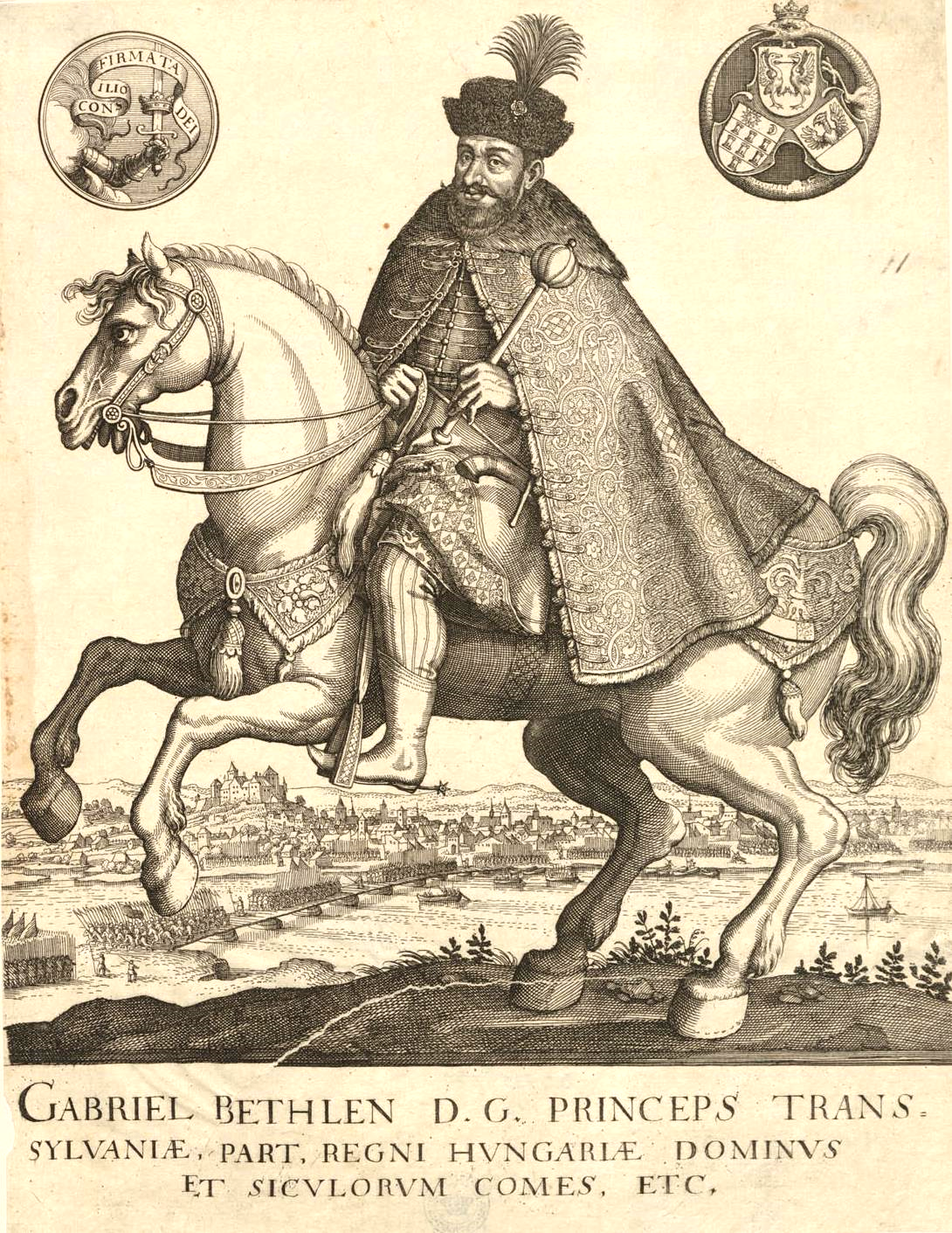
Afdruk van Gabriël Bethlen te paard

De nederlaag van de Tsjechische rebellen door de troepen van Ferdinand II op de Slag op de Witte Berg op 8 november 1620 (alwaar Bethlen 3.000 troepen had heengezonden, maar die te laat aankwamen) gaf een nieuwe draai aan Bethlens opstanden tegen de Habsburgs. Ferdinand II nam een beangstigende wraak tegen de protestantse edelen in Bohemen en heroverde het Koninklijk Hongarije (hij heroverde Pozsony in mei 1621, en het centrale landsgedeelte met de mijnsteden in juni 1621). Omdat de protestantse edelen de van katholieken in beslag genomen landgoederen niet ontvingen, ontbonden ze hun steun voor Bethlen, en ook omdat Bethlen niet rechtstreeks ondersteund werd door de Ottomanen, startte hij vredesonderhandelingen. Als gevolg hiervan werd de Vrede van Nikolsburg afgesloten op 31 december 1621, waardoor Bethlen afstand deed van zijn koninklijke titel, op voorwaarde dat Ferdinand de Vrede van Wenen uit 1606 bevestigde en dat hij zich bereid verklaarde tot het oproepen van een algemeen rijksdag binnen de zes maanden. Het verdrag verleende volledige geloofsvrijheid aan protestanten uit Hongaars Transsylvanië en bereikte overeenstemming over het bijeenroepen van een algemeen rijksdag binnen de zes maanden. Daarnaast verzekerde Bethlen zijn (puur formele) titel als "keizerlijk vorst" van Hongaars Transsylvanië, zeven graafschappen rond de bovenloop van de Tisza rivier en de burchten van Tokaj, Moekatsjeve en Ecsed en ook nog een hertogdom in Silezië.
Later startte Bethlen nog tweemaal (1623-24 en 1626) campagnes tegen Ferdinand op het grondgebied van Boven-Hongarije (hedendaags Slowakije), deze keer als een rechtstreekse bondgenoot van de anti-Habsburgse protestantse machten. De eerste oorlog eindigde bij de Vrede van Wenen van 1624 en de tweede bij de Vrede van Presburg uit 1626, beide bevestigen de Vrede van Nikolsburg uit 1621. Na deze tweede campagne zocht Bethlen toenadering tot het hof van Wenen, op basis van een alliantie tegen de Turken en zijn eigen huwelijk met een aartshertogin van Oostenrijk, maar Ferdinand verwierp zijn avances. Bethlen werd verplicht om van zijn anti-Turkse projecten, die hij steeds als een groot doel zag, af te zien. Op zijn terugtocht van Wenen trouwde hij met Catharina van Brandenburg, de dochter van de keurvorst van Brandenburg, en verbond zichzelf nog meer met de protestantse mogendheden, waaronder zijn schoonbroer Gustaaf II Adolf van Zweden, waarvan hij hoopte dat hij hem zou helpen om de Poolse kroon te bemachtigen. Bethlen stierf op 15 november 1629, voordat hij ook maar een van zijn grote ontwerpen van een verenigd Hongarije en Transsylvanië kon volbrengen, nadat eerder al zijn vrouw Catherine werd verkozen tot vorstin. Zijn eerste vrouw, Zsuzsanna Károlyi, stierf in 1622.

## Besluit
Gabriël Bethlen was een van de meest opvallende en originele personages uit zijn eeuw, een ijverige calvinist die pochte dat hij de bijbel vijfentwintig keer gelezen had, maar tevens een verdraagzaam persoon die zelfs de jezuïet György Káldy hielp met het vertalen en drukken van zijn versie van het heilig boek. Hij hield heel zijn leven lang contacten met de belangrijkste eigentijdse staatslieden, zodat zijn correspondentie een van de belangrijkste en interessantste documenten is. Hij componeerde ook gezangen en nam de componist Johannes Thesselius in dienst als kapellmeister vanaf 1625.